# Proctacanthus
Proctacanthus är ett släkte av tvåvingar. Proctacanthus ingår i familjen rovflugor.

## Bildgalleri

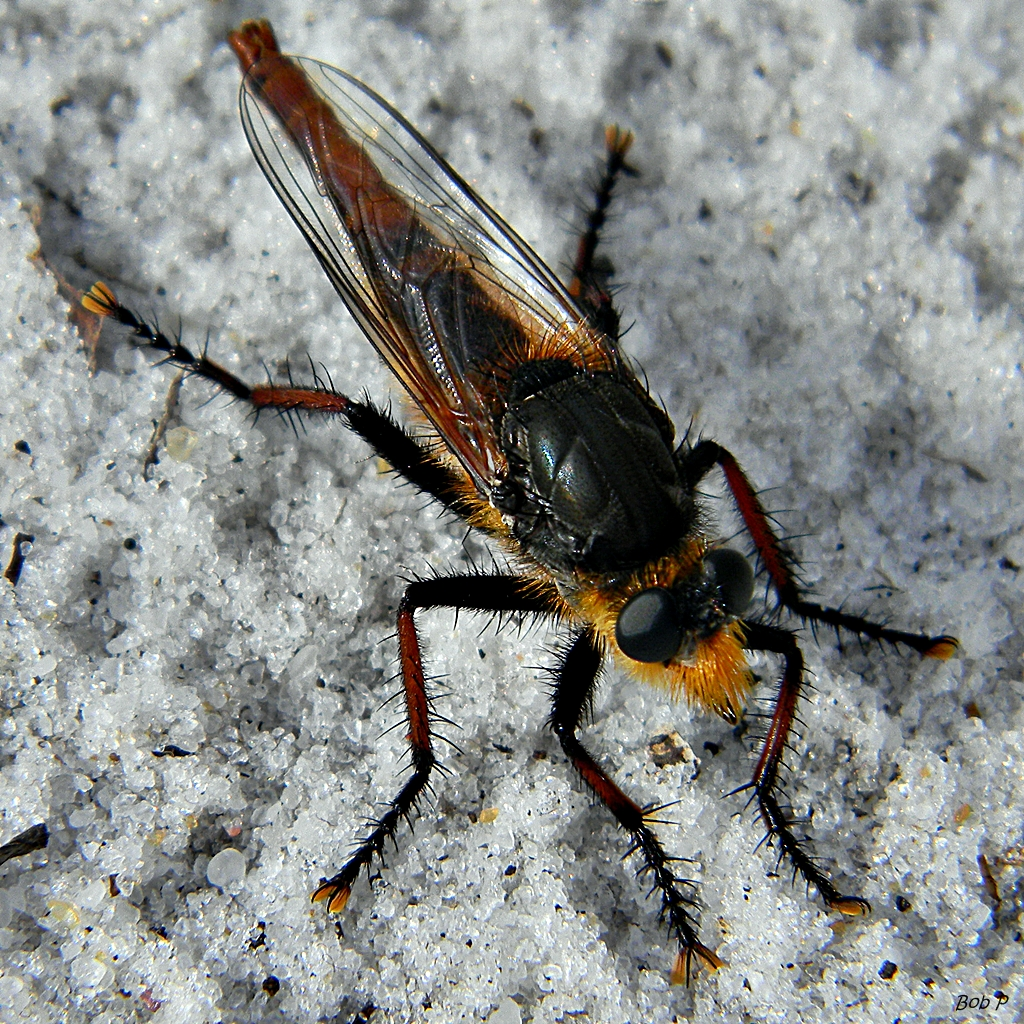

## Dottertaxa tillProctacanthus, i alfabetisk ordning[1]
- Proctacanthus arno
- Proctacanthus aurolineatus
- Proctacanthus basifascia
- Proctacanthus brevipennis
- Proctacanthus bromleyi
- Proctacanthus camposi
- Proctacanthus caudatus
- Proctacanthus coprates
- Proctacanthus coquillettii
- Proctacanthus craverii
- Proctacanthus cruentus
- Proctacanthus danforthi
- Proctacanthus daraps
- Proctacanthus darlingtoni
- Proctacanthus dina
- Proctacanthus distinctus
- Proctacanthus dominicana
- Proctacanthus duryi
- Proctacanthus fervidus
- Proctacanthus flavipennis
- Proctacanthus fulviventris
- Proctacanthus gracilis
- Proctacanthus guianica
- Proctacanthus hagno
- Proctacanthus heros
- Proctacanthus hinei
- Proctacanthus lerneri
- Proctacanthus leucopogon
- Proctacanthus longus
- Proctacanthus micans
- Proctacanthus milbertii
- Proctacanthus mystaceus
- Proctacanthus nearno
- Proctacanthus nigrimanus
- Proctacanthus nigriventris
- Proctacanthus nigrofemoratus
- Proctacanthus occidentalis
- Proctacanthus philadelphicus
- Proctacanthus rodecki
- Proctacanthus rubicornis
- Proctacanthus rufiventris
- Proctacanthus rufus
- Proctacanthus salti
- Proctacanthus tibialis
- Proctacanthus vetustus
- Proctacanthus vittatus
- Proctacanthus xanthopterus